# Concholepas
Concholepas es un género de medianos a grandes depredadores marinos de caracoles, se encuentran en la familia de los moluscos gasterópodos murícidos, las conchas de roca.

## Especies
El género Concholepas incluye las siguientes especies:
- Concholepas bezoar
- Concholepas bulboza
- Concholepas concholepas (Bruguière, 1789)
- Concholepas kieneri

## Supervivencia
Son depredadores, al igual que todos los murícidos.